# René Benko
René Benko (Innsbruck, 20 maggio 1977) è un imprenditore austriaco nel settore immobiliare, dei media e del commercio al dettaglio. È stato il fondatore di Signa Holding GmbH, considerato il più grande conglomerato immobiliare privato dell'Austria, attivo anche su larga scala in Germania e Nord Italia. Negli ultimi anni Signa Holding si è espansa anche nel settore retail, con la mega fusione tra Karstadt e Kaufhof e le acquisizioni di KaDeWe Group, Kika /Leiner e numerosi rivenditori online.
Nel novembre 2018, Signa Holding ha acquisito il controllo dei due quotidiani più popolari in Austria, il Kurier (24,22%) e il Krone (24,5%). Benko ha avuto ottimi contatti e reti con i principali politici austriaci di tutti i partiti ed è stato a lungo un miliardario: con un patrimonio nel 2021 stimato in 5,5 miliardi di dollari, Benko era secondo Forbes il terzo austriaco più ricco e il 496º al mondo.
A fine novembre 2023 Signa Holding ha dichiarato fallimento per un debito di 10,3 miliardi di euro mentre Benko, costretto dagli azionisti a dimettersi, nel marzo 2024 ha dichiarato l'insolvenza personale.
L'ufficio del pubblico ministero del Liechtenstein ha avviato un procedimento penale contro Benko. Nel dicembre 2024 la procura di Trento ha emesso un mandato d'arresto contro di lui e ha perquisito numerosi uffici e appartamenti con l'accusa di speculazione immobiliare in Trentino e Alto Adige. Benko è indagato in Austria, Germania e Italia per bancarotta fraudolenta e riciclaggio di denaro.

## Biografia
Benko è nato a Innsbruck, in Tirolo, in Austria, figlio di un dipendente del governo locale e di una insegnante di scuola materna e ha studiato nell'Handelsakademie (letteralmente accademia del commercio, un Istituto tecnico economico). Ha una sorella minore. Da adolescente era un appassionato scalatore, tra le altre cose ha partecipato al campionato austriaco di arrampicata indoor a 14 anni. All'età di 17 anni ha maturato la sua prima esperienza nel settore immobiliare in un'impresa edile di proprietà di un conoscente. Successivamente ha abbandonato il college perché il suo interesse prevalente nel settore immobiliare gli aveva portato a perdere troppe lezioni per poter sostenere gli esami di maturità. Secondo la piattaforma di ricerca austriaca Addendum, Benko ha seguito i corsi di formazione del fornitore di servizi finanziari tedesco AWD (ora Swiss Life Select) a metà degli anni '90.

## Carriera
Alla fine del 1999 Benko ha fondato la società Immofina Holding, ribattezzata Signa Holding GmbH nel 2006.

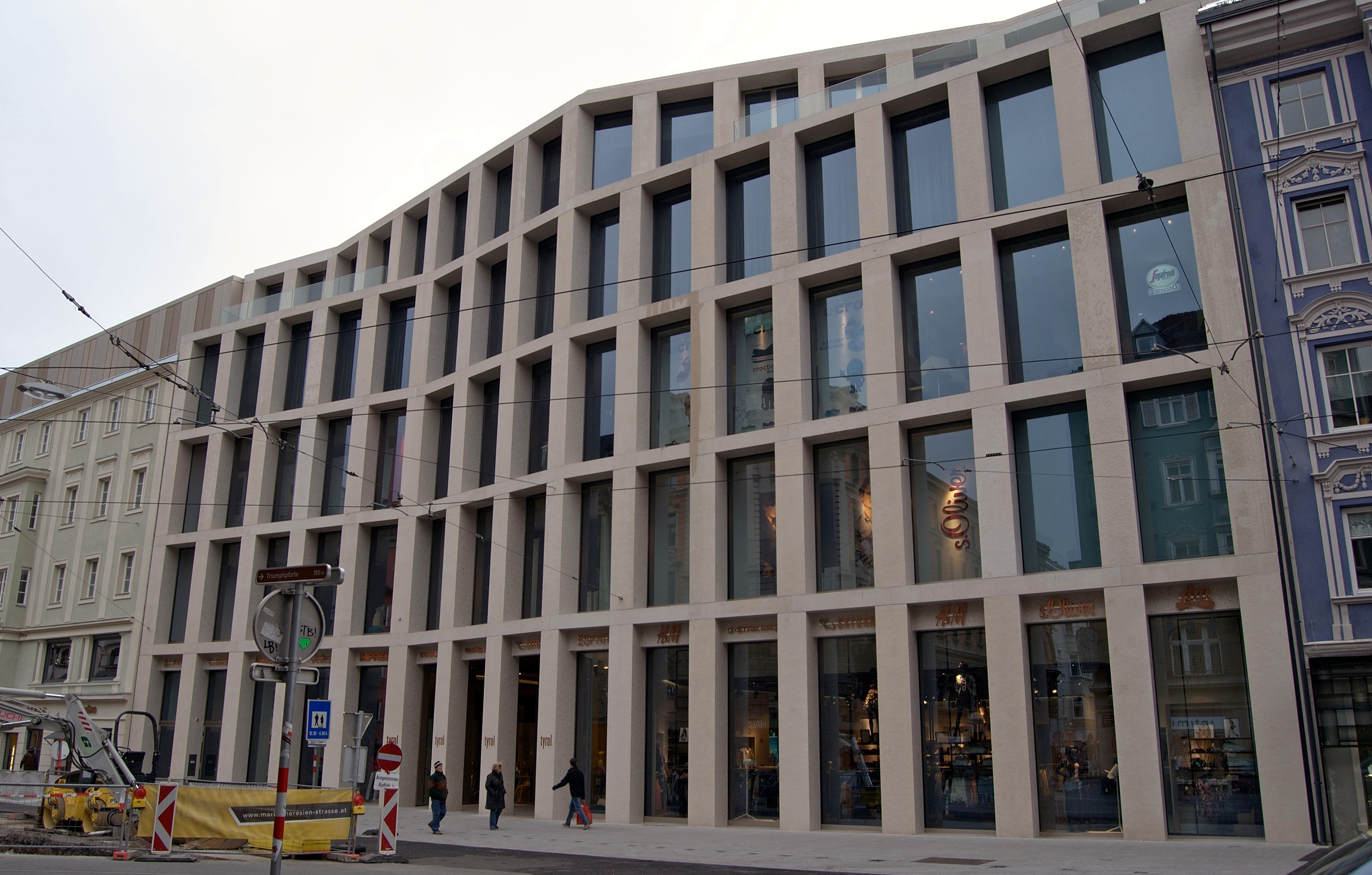
Grandi magazzini Kaufhaus Tyrol

I primi progetti includevano l'ampliamento delle mansarde in appartamenti di lusso e l'acquisto e la vendita dell'hotel benessere Lanserhof a Innsbruck. Dopo questi successi, l'imprenditore viennese Karl Kovarik, che ha ereditato diverse stazioni di benzina, ha contribuito al primo rilancio finanziario con 25 milioni di euro. Le fasi successive sono state l'acquisto di 16 immobili nel centro della città dal portafoglio della banca BAWAG P.S.K. nel 2007, l'apertura di centri medici a Vienna e l'acquisizione del Kaufhaus Tyrol, completamente rinnovato tra il 2007 e il 2010 con la progettazione curata dall'architetto David Chipperfield. La sede di Signa di Innsbruck è stata spostata nel Kaufhaus Tyrol dopo essere stata situata nell'Europahaus in Museumstraße. Nel 2005 è stato fondato per le strategie dell'azienda un comitato consultivo aziendale con figure di spicco della politica e dell'impresa. Nel 2008, l'ex sede centrale della Länderbank e della Bank Austria è diventata di proprietà della Signa Holding ed è stata trasformata nell'hotel Park Hyatt Vienna. Nel 2011 l'azienda ha acquistato i grandi magazzini Oberpollinger a Monaco di Baviera. Inoltre, nel 2012 è stato acquisito un portafoglio di immobili composto da proprietà KaDeWe e Karstadt. A seguito di questi investimenti, Signa ha acquistato le attività commerciali di KaDeWe nel 2013 e Karstadt nel 2014.
La nuova divisione Signa Retail è stata fondata nel 2013. Con l'acquisizione della catena di grandi magazzini Karstadt, altri rivenditori online e offerte di acquisto per Galeria Kaufhof GmbH, Signa Holding di Benko non è più attiva solo nel settore degli investimenti immobiliari, ma diventa anche un'importante azienda nel settore della vendita al dettaglio. Nel 2015, la divisione Signa Retail ha avviato una joint venture attraverso Eataly Distribution Deutschland GmbH con l'italiana Eataly, il più grande distributore di beni di consumo italiani nel mondo.
Mentre prosegue l'attività immobiliare (nel 2014 sono stati completati alcuni progetti immobiliari in Austria tra cui il Golden Quarter e gli appartamenti Park al Belvedere; nel 2016 significativa è stata l'approvazione del centro commerciale Waltherpark tramite referendum a Bolzano), il 2017 è particolarmente segnato dall'espansione del trading online: acquisizione completa di Probikeshop tramite negozi Internet e il 70% delle azioni di Hood.de. Il 29 dicembre 2017, il flagship store Kika - Leiner a Vienna, acquisito da Benko per 60 milioni di euro, è trasferito a Laura Daphne GmbH, una filiale della Laura Private Foundation, i cui fondatori sono René Benko e la madre Ingeborg Benko.
Il 15 giugno 2018 Signa Holding ha acquistato la catena di mobili Kika/Leiner con circa 6.500 dipendenti e con problemi di liquidità da Bruno Steinhoff tramite la sudafricana Steinhoff International Holdings per circa 600 milioni di euro. L'11 settembre 2018 è stata ufficialmente confermata la fusione tra Karstadt e Kaufhof. Benko ha così creato un "gigante dei grandi magazzini", con il 49,99% di Signa Retail di proprietà del gruppo canadese di vendita al dettaglio Hudson's Bay Company (HBC) e il 50,01% di Signa Holding. Attraverso questa fusione, René Benko è stato accettato nella cerchia di "People of the Year 2018" del quotidiano tedesco Handelsblatt. Nel novembre 2018 è stato annunciato il primo investimento di Signa Holding nel settore dei media attraverso l'acquisizione di partecipazioni oltre il 20% dei quotidiani austriaci Kronen Zeitung e Kurier. Nel 2018, ha anche trattato con la città di Amburgo per acquisire un appezzamento di terreno a est di HafenCity per 122 milioni di euro in modo da erigervi un edificio alto 244,8 metri sotto il nome di Elbtower.
Nel marzo 2019, la Signa Holding ha acquisito insieme alla US RFR Holding per 151 milioni di dollari il Chrysler Building a New York. È il primo grande investimento di Benko negli Stati Uniti. Allo stesso tempo, sono stati presentati i piani alla Signa Holding di Wolfsburg per la riprogettazione di un'area a sud e ad ovest della stazione centrale di Wolfsburg, nell'area urbana di Nordkopf. All'inizio di aprile 2019 la Commissione Tecnica dell'Alto Adige ha dato il "via libera" per la cessione dell'aeroporto di Bolzano ad una società, la ABD Holding, di proprietà con il 52% dell'imprenditore Josef Gostner (titolare della Fri-el, un gigante nelle energie rinnovabili); Benko e Hans Peter Haselsteiner, responsabile di Strabag, un colosso dell'edilizia, detengono il 25% ciascuno. Sono previsti l'ampliamento e l'internazionalizzazione dell'aeroporto. Suscitando proteste e ricorsi.
Nel giugno 2019 Signa Holding ha rilevato dalla Hudson's Bay Company (che esce così dal mercato europeo) il restante 49,99% di Galeria Karstadt che si è fusa con Kaufhof con 243 filiali in Europa e un fatturato di 5 miliardi di euro. Altre operazioni nello stesso periodo: la vendita di Austria Campus 2 a un fondo immobiliare della Camera di approvvigionamento bavarese mentre la società di investimento francese Société Foncière, Financière et de Participations, di proprietà della holding della famiglia Peugeot, ha acquisito una partecipazione del 5% in Signa Prime Selection per un totale di 186 milioni di euro. Anche la Madison International Realty è entrata con il 5% nella Signa Prime Selection.

## Vita privata
Si è sposato due volte e ha 4 figli. Un figlio dalla prima moglie. La seconda moglie è l'ex modella Nathalie Sterchele.
Vive principalmente a Innsbruck, in Tirolo. Ha una tenuta sul lago di Garda, uno chalet nella stazione sciistica di Lech, un panfilo. È definito nel mondo degli affari "un rampante".

## Riconoscimenti
- 2011: nominato Tirolese dell'anno dal governatore regionale Günther Platter
- 2012 e 2018: nominato Man of the Year dall'Austrian Business Magazine Trend
- 2018: nominato Strategist of the year dalla rivista tedesca di affari Handelsblatt
- 2018: nominato uomo dell'anno dalla rivista economica European Retail Real Estate Magazin ACROSS